# Borsigbrücke

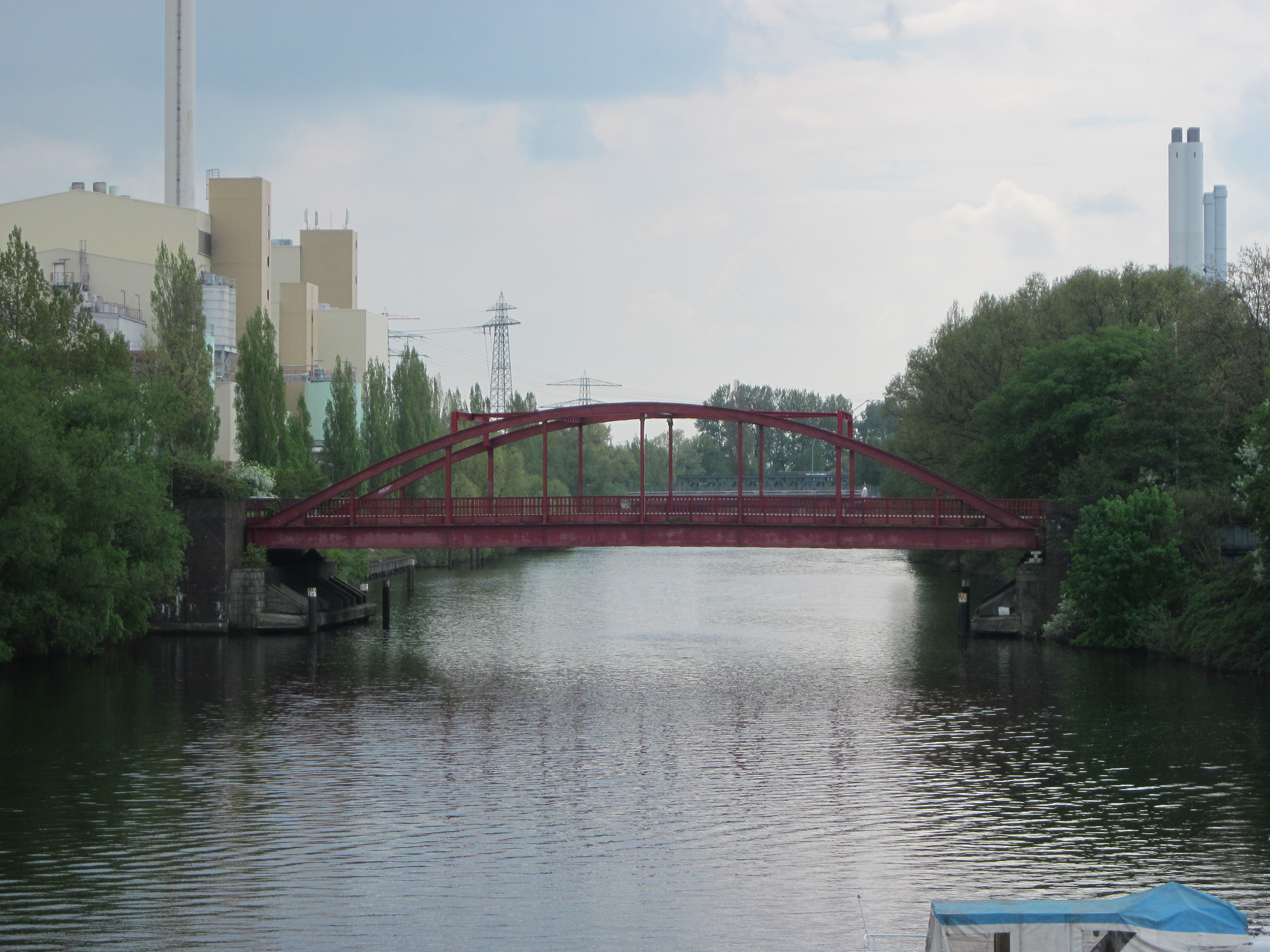
Borsigbrücke

Die Borsigbrücke ist eine Straßenbrücke, die im Hamburger Stadtteil Billbrook den Tiefstackkanal quert. Die Brücke steht unter Denkmalschutz.
Die Borsigbrücke wurde um 1910 errichtet und führt die gleichnamige Straße über den Tiefstackkanal. Sie ist 46,6 m lang und 19,1 m breit und mit der Nummer 14056 von der Hamburger Behörde für Kultur und Medien als Kulturdenkmal erfasst.
Die Stahlkonstruktion der Brücke ruht auf Widerlagern aus Beton. Sie wurde Anfang der 1990er Jahre für 2,5 Millionen DM instand gesetzt und teilweise ausgetauscht. Im Jahr 2018 wurde auch der Straßenbelag auf der Borsigbrücke im Rahmen von Instandsetzungsarbeiten erneuert.